# Sergei Konstantinowitsch Godunow

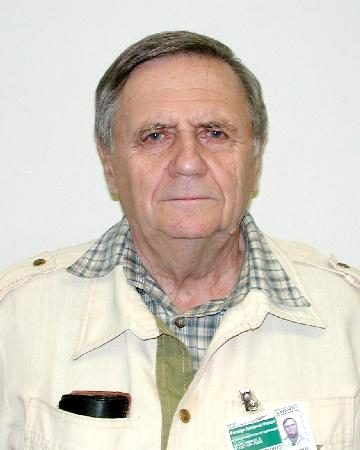
Sergei Godunow (2002)

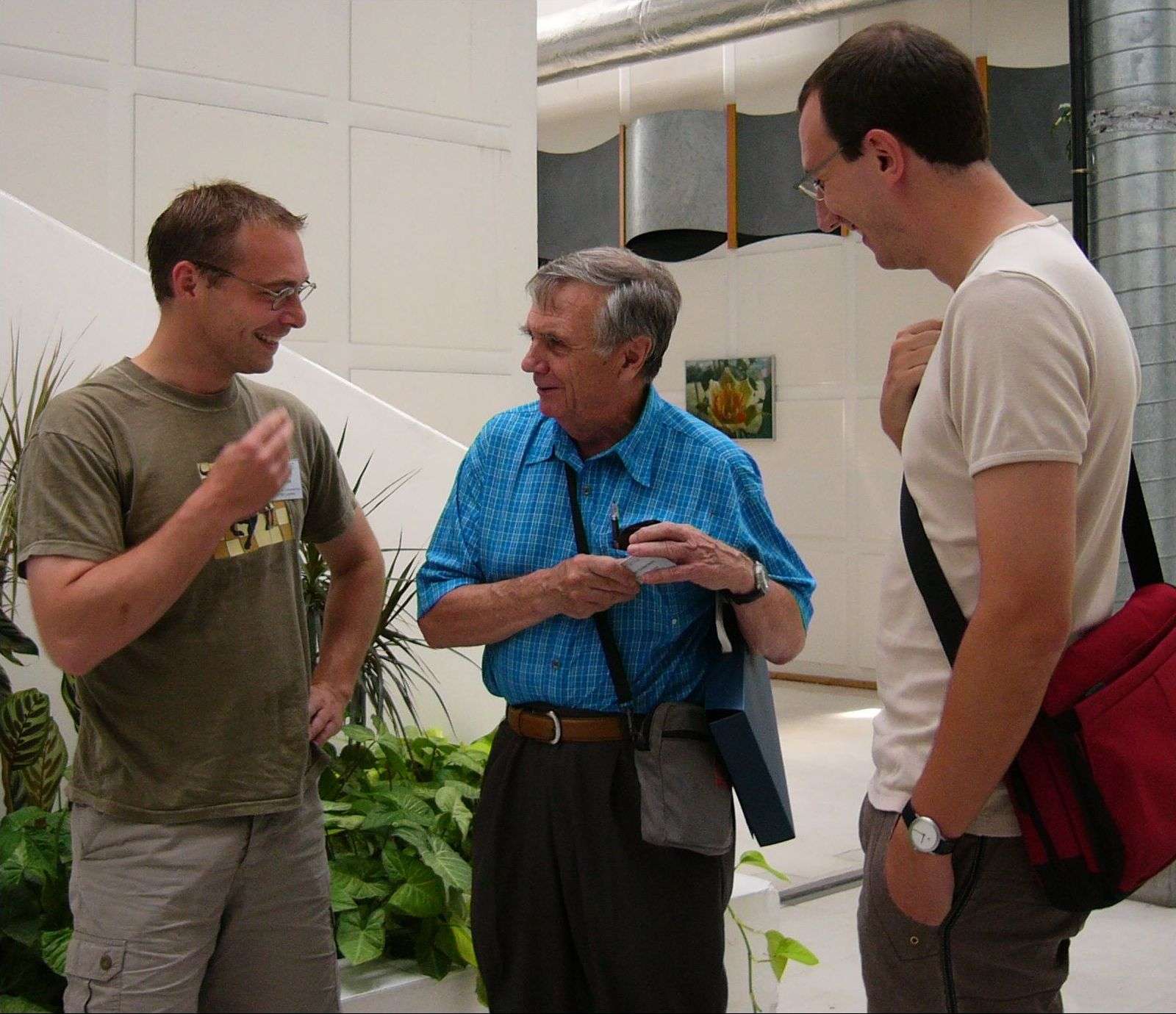
Sergei Konstantinowitsch Godunow (2006)

Sergei Konstantinowitsch Godunow (russisch Сергей Константинович Годунов, wiss. Transliteration Sergej Konstantinovič Godunov; * 17. Juli 1929 in Moskau; † 15. Juli 2023 in Nowosibirsk) war ein russischer Mathematiker.

## Werdegang
Godunow machte 1951 sein Diplom an der Staatlichen Moskauer Universität. 1954 promovierte er bei Iwan Georgijewitsch Petrowski (Differenzenmethoden für Stoßwellen) und 1965 habilitierte er sich (Doktor nauk). 1951 bis 1953 war er am Steklow-Institut in Moskau und ab 1953 am Keldysch-Institut für Angewandte Mathematik der Sowjetischen Akademie der Wissenschaften (IAM RAS) in Moskau, an dem er 1962 Laborleiter wurde. Ab 1969 war er am Rechenzentrum der Sibirischen Abteilung der Sowjetischen Akademie der Wissenschaften in Nowosibirsk. Seit 1980 arbeitete er am Sobolew-Institut in Nowosibirsk, wo er ein Labor leitete. 1981 bis 1986 war er Vizepräsident des Instituts. 2000 emeritierte er. Außerdem war er 1969 bis 1997 Professor an der Staatlichen Universität Nowosibirsk auf dem Lehrstuhl für Differentialgleichungen.
Er wurde 1976 korrespondierendes und 1994 volles Mitglied der Russischen Akademie der Wissenschaften. Ihm wurden der Leninpreis 1959, der Krylow-Preis der Sowjetischen Akademie der Wissenschaften 1972 und der Lawrentjew-Preis der Russischen Akademie der Wissenschaften 1993 verliehen. 1997 wurde er Honorarprofessor an der University of Michigan in Ann Arbor. 2022 wurde er mit der Leonhard-Euler-Goldmedaille der Russischen Akademie der Wissenschaften ausgezeichnet.
Wie viele angewandte Mathematiker arbeitete er in den 1950er und 1960er Jahren an Problemen der Raumfahrt. Nach ihm benannt ist das Godunow-Splitting, ein numerisches Verfahren erster Ordnung zur Lösung partieller Differentialgleichungen mit Quelltermen, sowie das Godunow-Verfahren, welches er 1959 publizierte. Jenes lieferte die Grundidee für moderne Finite-Volumen-Verfahren zur Lösung von Erhaltungsgleichungen. Die dort auftauchenden Riemann-Probleme werden im Godunow-Verfahren exakt gelöst, was auch für nichtlineare Systeme möglich ist. Interessanterweise wurde das Verfahren nicht etwa in der Sowjetunion genutzt, sondern bis in die 1980er Jahre in den USA. Die Sowjets simulierten ihre Atomraketen stattdessen mit dem Verfahren des Amerikaners Robert W. MacCormack.
1959 bewies Godunow, dass ein lineares Verfahren zur Lösung von partiellen Differentialgleichungen, welches monoton ist, also keine neuen Extreme generiert, maximal erster Ordnung sein kann.
Er schrieb mehrere Lehrbücher und Monographien in Russland, unter anderem über Differenzenverfahren, partielle Differentialgleichungen (speziell in der Gasdynamik und ihrer numerischen Lösung), Kontinuumsmechanik und Lineare Algebra.
Er starb am 15. Juli 2023, zwei Tage vor Vollendung seines 94. Lebensjahres, in Nowosibirsk.

## Schriften
- A Finite Difference Method for the Numerical Computation of Discontinuous Solutions of the Equations of Fluid Dynamics, Mat. Sb., Vol. 47, pp. 357–393, 1959 (Godunow-Verfahren)
- The problem of a generalized solution in the theory of quasi-linear equations and in gas dynamics, Russ. Math. Survey, Vol. 17, pp. 145–156, 1962
- mit Evgenii I. Romenskii Elements of continuum mechanics and conservation laws, Kluwer/Plenum 2003
- mit V. S. Ryabenkii Difference schemes: an introduction to the underlying theory, Elsevier 1987
- mit V. S. Ryabenki Theory of difference schemes, an introduction, North Holland, Interscience 1964
- Équations de la physique mathématique, Moskau, Paris 1973
- Ordinary differential equations with constant coefficient, American Mathematical Society 1997
- Modern aspects of linear algebra, American Mathematical Society 1998